# Antsohihy
Antsohihy es una ciudad en la región de Sofía, Madagascar. Tiene una población de 19.878 habitantes (2005).
Antsohihy es la capital de la región de Sofía y del Distrito de Antsohihy.
- Datos: Q609567